# Felsőcsatár
Felsőcsatár es un pueblo ubicado en el distrito de Szombathely, condado de Vas, Hungría.

## Superficie
Posee una superficie de 17,90 kilómetros cuadrados.

## Demografía
Hasta 2022 la población era de 505 habitantes, con una densidad de población de 28,21 habitantes por kilómetro cuadrado.